# Lydia Boylan
Lydia Helene Boylan (Dublin, 19 de julho de 1987) é uma desportista irlandesa que compete no ciclismo nas modalidades de pista, especialista nas provas de pontuação e madison; ainda que também disputa corridas de estrada.
Ganhou uma medalha de prata no Campeonato Mundial de Ciclismo em Pista de 2019 e uma medalha de prata no Campeonato Europeu de Ciclismo em Pista de 2017.

## Medalheiro internacional
| Campeonato Mundial | Campeonato Mundial  | Campeonato Mundial | Campeonato Mundial |
| Ano                | Lugar               | Medalha            | Competição         |
| ------------------ | ------------------- | ------------------ | ------------------ |
| 2019               | Pruszków ( Polónia) | Medalha de prata   | Pontuação          |
| Campeonato Europeu |                     |                    |                    |
| Ano                | Lugar               | Medalha            | Competição         |
| 2017               | Berlim ( Alemanha)  | Medalha de prata   | Madison            |

## Palmarés
- 2015
  - Campeonato da Irlanda em Estrada

- 2016
  - Campeonato da Irlanda em Estrada

- 2017
  - 1 etapa da Setmana Ciclista Valenciana
  - Campeonato da Irlanda em Estrada